# Agostino Barbarigo

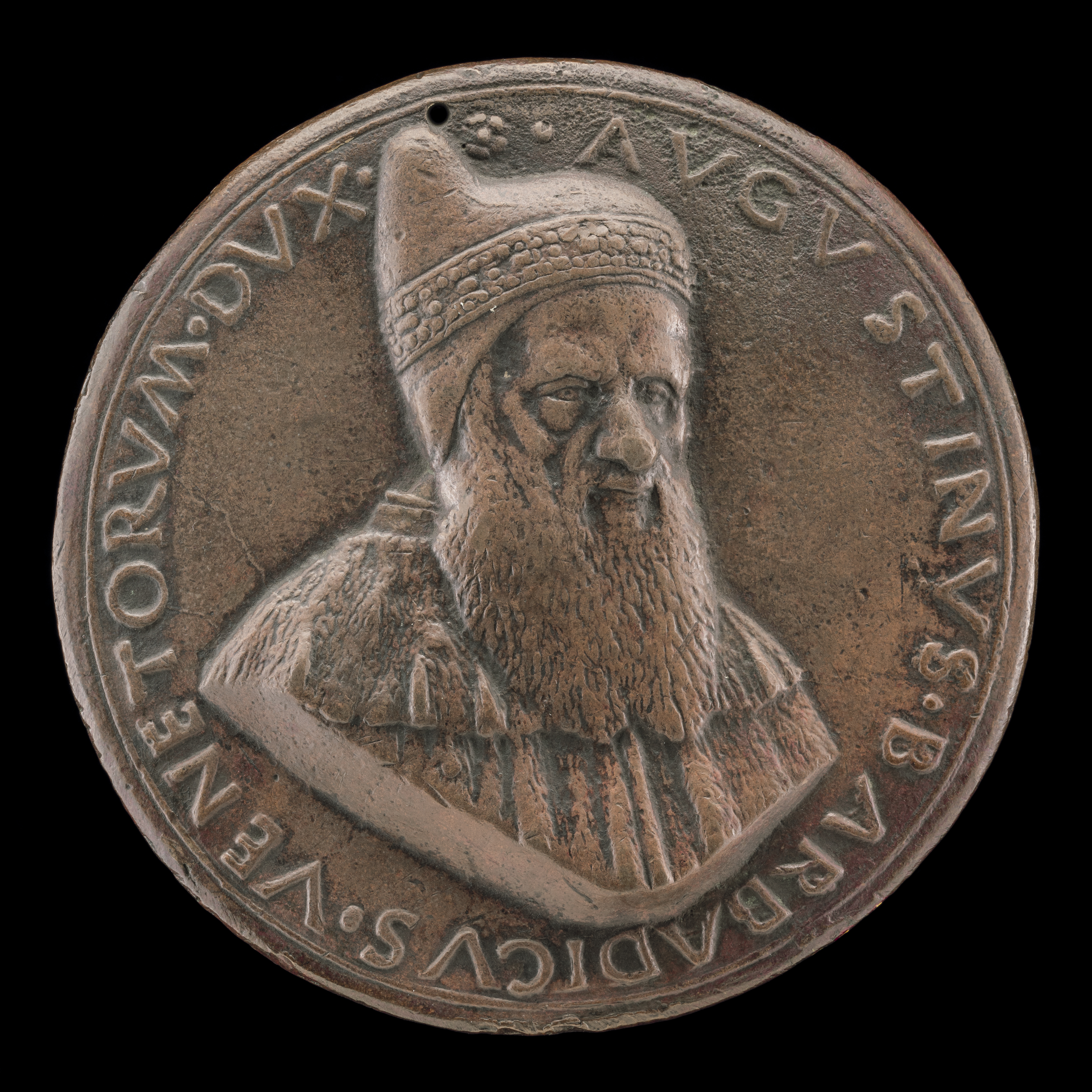
Medaille mit einem um 1495 von Sperandio (ca. 1431–1504) geschaffenen Porträt des „Avgvstinvs Barbadicvs Venetorvm Dvx“ mit einem Durchmesser von 8,7 cm und einem Gewicht von 275,14 g, National Gallery of Art, Sammlung Samuel H. Kress

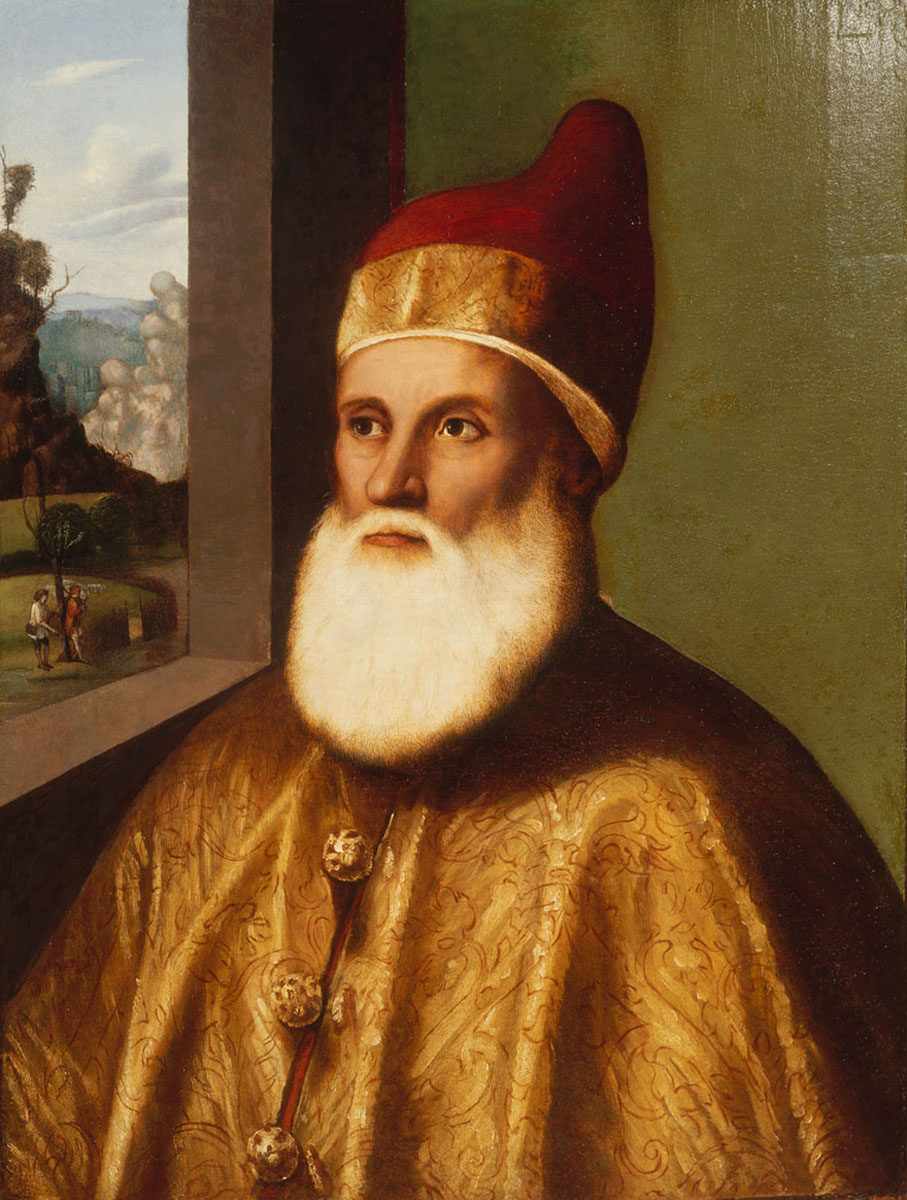
Porträt Barbarigos von Marco Basaiti, entstanden 1518, Öl auf Holz, 74,5 mal 56,0 cm, Szépművészeti Múzeum, Budapest

Agostino Barbarigo (* 3. Juni 1419 in Venedig; † 20. September 1501 ebenda) war von seiner Wahl am 30. August 1486 bis zu seinem Tod, folgt man der Zählweise der staatlich gesteuerten Geschichtsschreibung der Republik Venedig, ihr 74. Doge.
Barbarigo stieg als Militär in Oberitalien auf, wurde, nachdem sein Bruder Marco zum Dogen gewählt worden war, zum Prokurator von San Marco erhoben. Seine Amtszeit war durch Kriege gegen Österreich, Frankreich und verschiedene oberitalienische Städte sowie gegen das Osmanenreich gekennzeichnet, wobei die Koalitionen häufig wechselten.
Intern gelang es ihm nur unter Aufwendung all seines diplomatischen Geschicks, die Spannungen zwischen alten und neuen Familien auszugleichen. Zugleich war er einer der Protagonisten bei den Kriegen auf der Terraferma, dem Gebiet Venedigs auf dem oberitalienischen Festland. Über seine herrische Persönlichkeit ist ungewöhnlich viel überliefert. Er galt als korrupt, aber dennoch, neben Tommaso Mocenigo und Francesco Foscari, als bedeutendster Doge des 15. Jahrhunderts.

## Familie

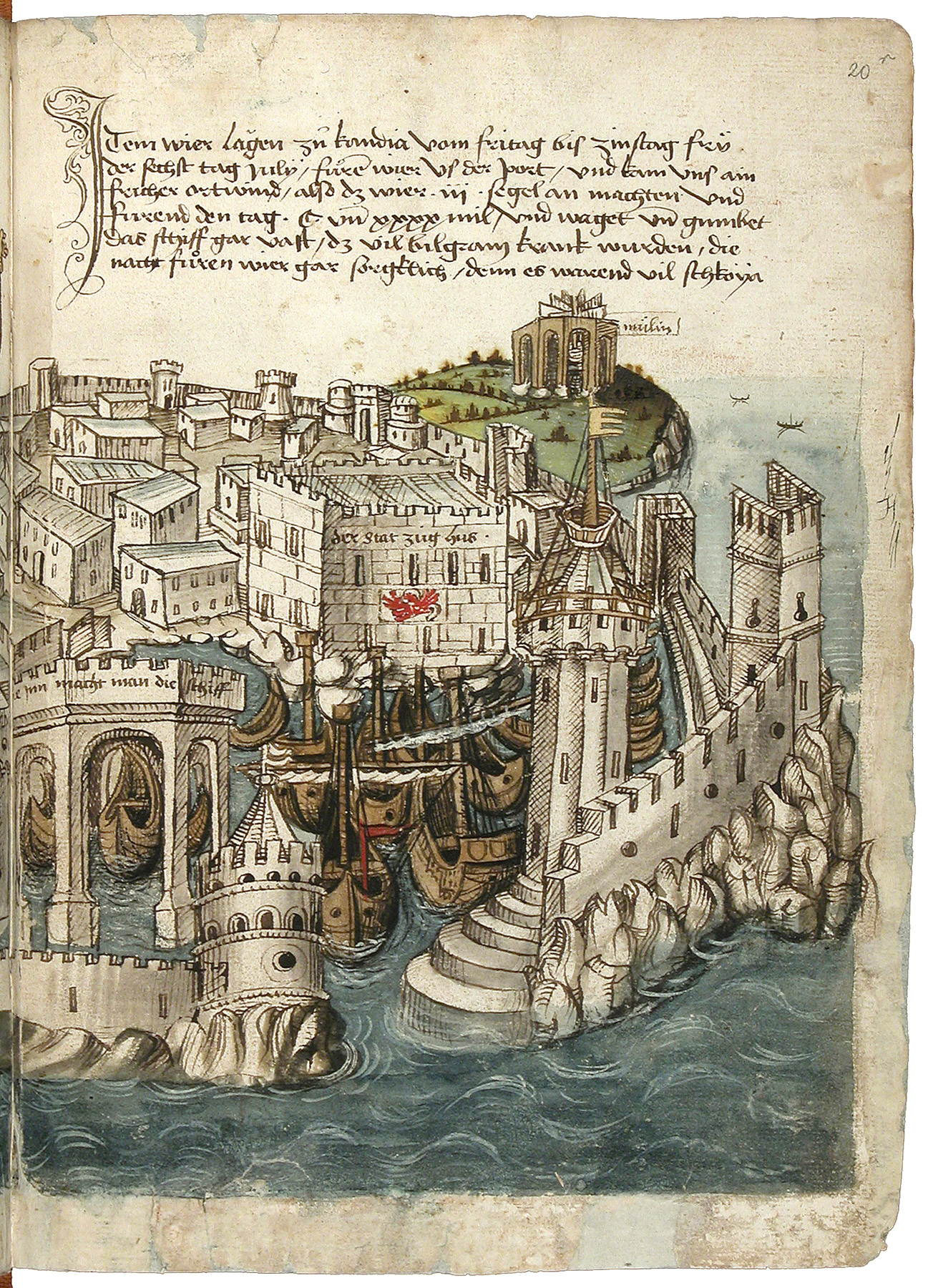
Candia um 1487 im Reisebericht des Konstanzer Pilgers Conrad Grünenberg († 1494)

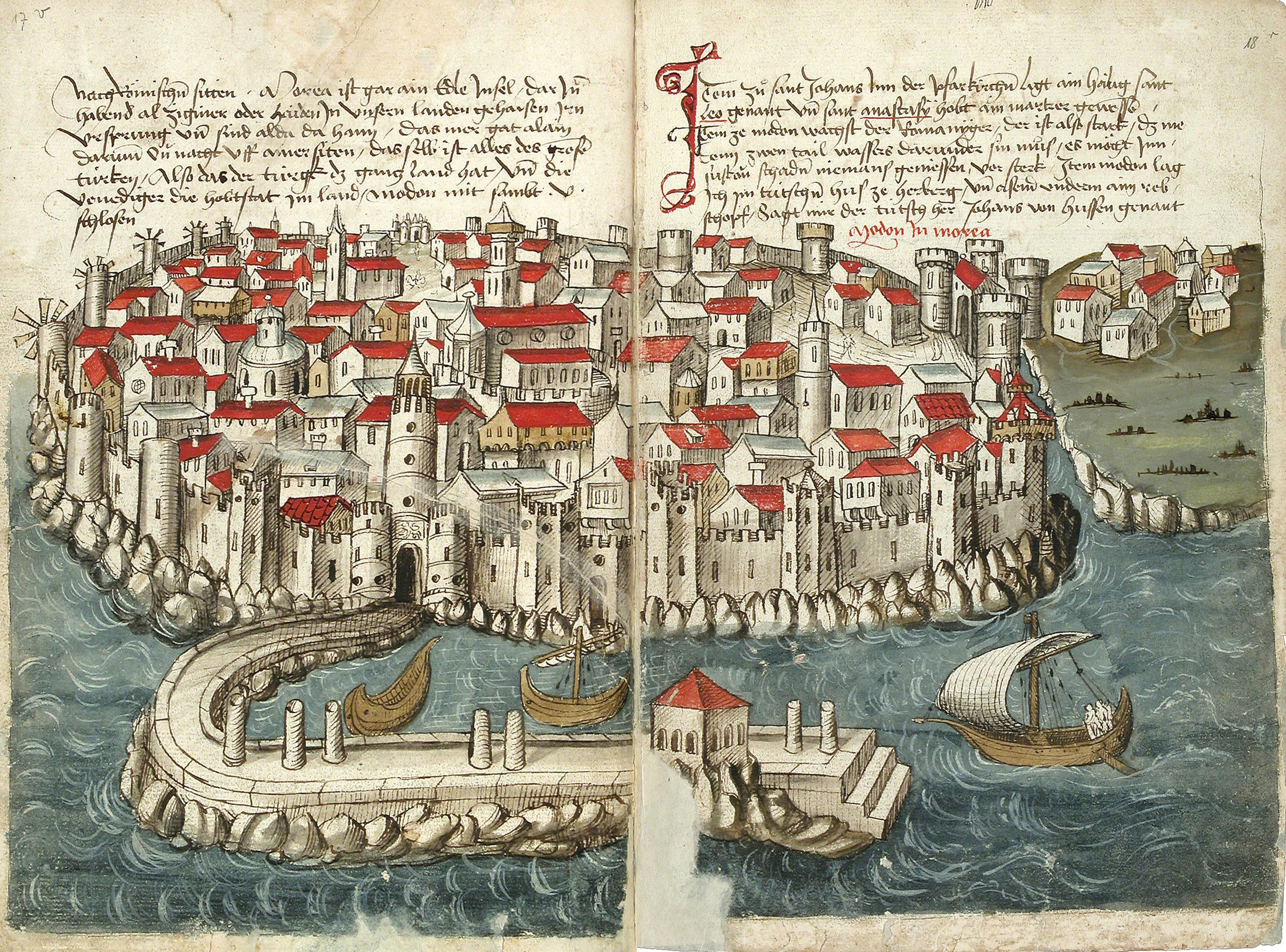
Modon

Die Barbarigo gehörten zu den reichsten Familien Venedigs. Sie hatten ausgedehnten Grundbesitz auf Kreta, bei Verona und bei Treviso. Neben den beiden Dogen, den Brüdern Marco und Agostino Barbarigo, brachte sie eine Reihe von Prokuratoren und Kardinälen hervor. Die Familie starb in der Mitte des 18. Jahrhunderts aus.
Agostinos Eltern waren Francesco Barbarigo und Cassandra Morosini; sie entstammte also ebenfalls einer der einflussreichsten Familien der Stadt. In erster Ehe war Agostino Barbarigo mit Isabetta Soranzo di Andrea verheiratet, die ihm fünf Söhne schenkte. Seine zweite Frau war eine Tochter aus dem Haus Michiel, mit der er einen Sohn und fünf Töchter hatte.

## Leben

### Ämterlaufbahn

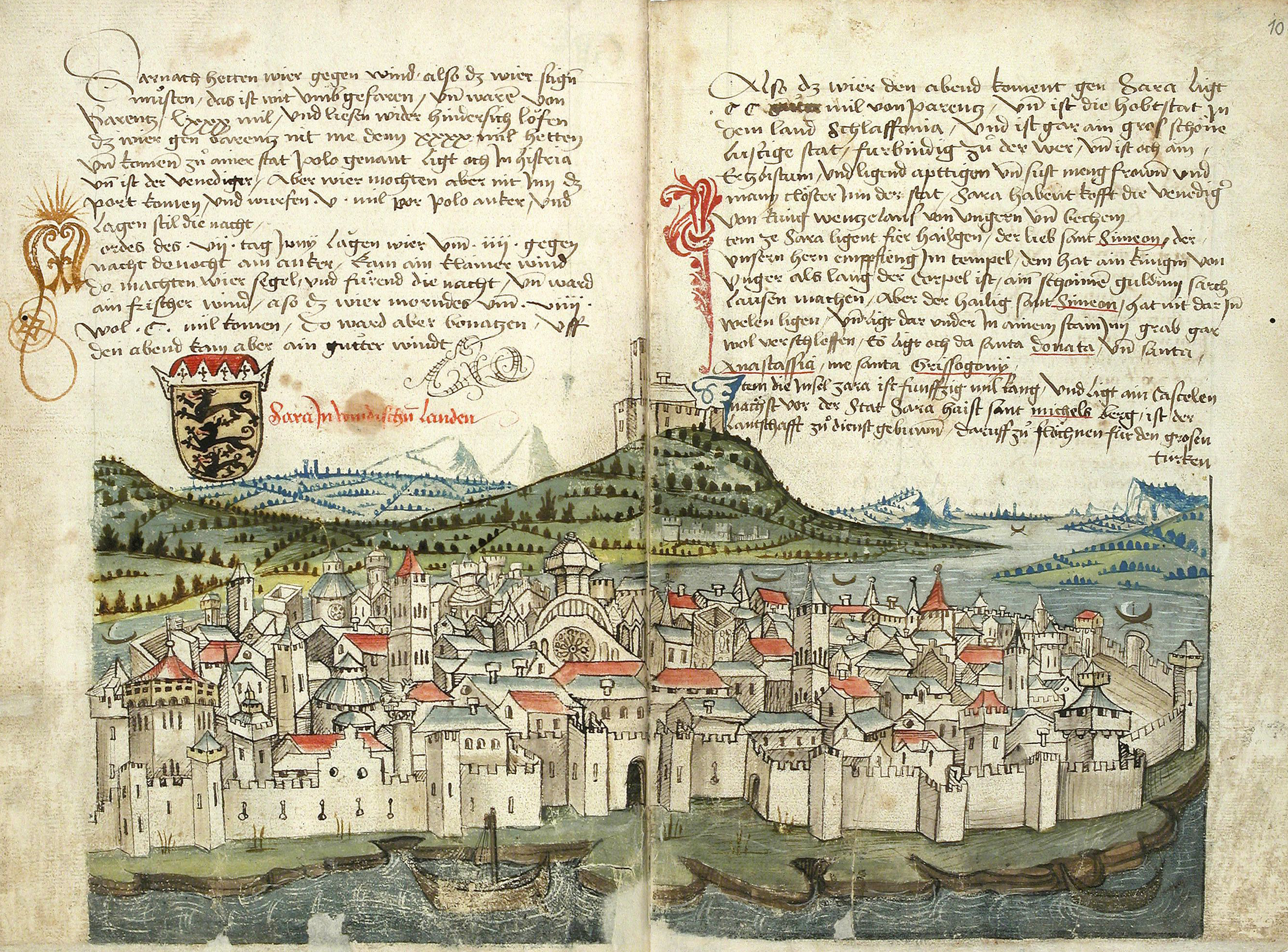
Ansicht von Capodistria, Conrad Grünenberg: Beschreibung der Reise von Konstanz nach Jerusalem, um 1487, f. 9v–10r. Agostino Barbarigo räumte der Stadt das Recht auf eine Messe ein, nämlich fünf Tage vor und fünf Tage nach dem 19. Juni, dem Nazariusfest.

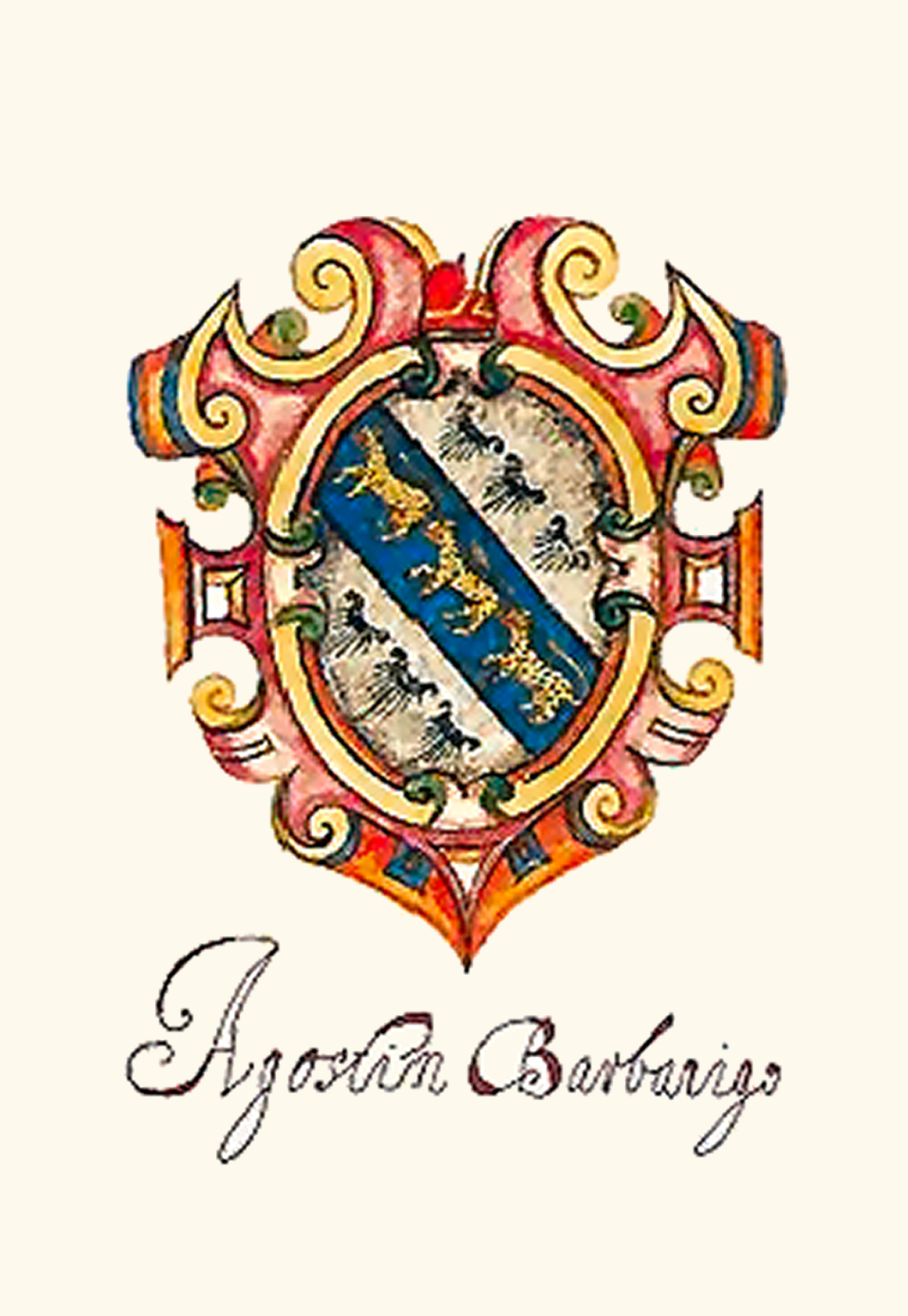
Wappen des „Agostin Barbarigo“, frühes 17. Jahrhundert

Barbarigo war vor allem auf dem militärischen Feld tätig. Er war Podestà in Verona (1478), Padua (1482) – in dieser Zeit starb sein Sohn Francesco – und Provveditore im Polesine, und hatte sich in den kriegerischen Auseinandersetzungen mit Ferrara ausgezeichnet. Dort war er Provveditore in campo gegen die päpstlichen Truppen bei Roberto di Sanseverino, dem seinerzeitigen Capitano generale Venedigs.
Im Jahr nach dem Ende des Ferrara-Kriegs durch den Frieden von Bagnolo vom 7. August 1484 wurde Agostinos Bruder Marco zum Dogen gewählt. Agostino stieg zum Prokuratoren von San Marco auf, eine der wenigen Positionen, die man üblicherweise auf Lebenszeit erlangte.

### Das Dogenamt
Agostino folgte seinem Bruder Marco Barbarigo im Dogenamt; einer der seltenen Fälle in der Neuzeit (im Gegensatz zum Früh- und Hochmittelalter), dass eine Familie zweimal hintereinander den Dogen stellte. Bei der Dogenwahl vom 30. August 1486 hatte sich Agostino gegen Bernardo Giustinian, den Vertreter der Partei der alten Familien, durchgesetzt, was in der Folge zu Spannungen und Intrigen zwischen den Parteien führte.

#### Konflikte in Italien
Gleich zu Beginn erwies sich die Schwere des Konflikts mit Siegmund von Österreich um die Grenzen im Trentino. Venedig hielt dort Riva, Torbole und Rovereto. Mit dem Konflikt war der Alpenübergang über den Brenner gefährdet. Der Krieg, der sich bis 1487 hinzog, blieb ohne Ergebnis.
Viel gravierender als diese Konfliktherde wurde zunächst der Vormarsch König Karls VIII. von Frankreich. Am 10. April 1495 kam es auf Initiative des Papstes zu einem Bündnis zwischen Venedig, dem Papst, dem Kaiser, Spanien und Mailand gegen den französischen Eindringling. Dabei fielen Venedig die apulischen Häfen Monopoli, Polignano, Trani, Brindisi, Otranto und Gallipoli zu. Doch nun wurde Venedig in den Krieg um Pisa gezogen, die schwerste Niederlage Barbarigos, die mit einer politischen Isolation Venedigs einherging.

#### Ausdehnung des Kolonialreichs auf Zypern und Kefalonia, Bündnis mit Frankreich

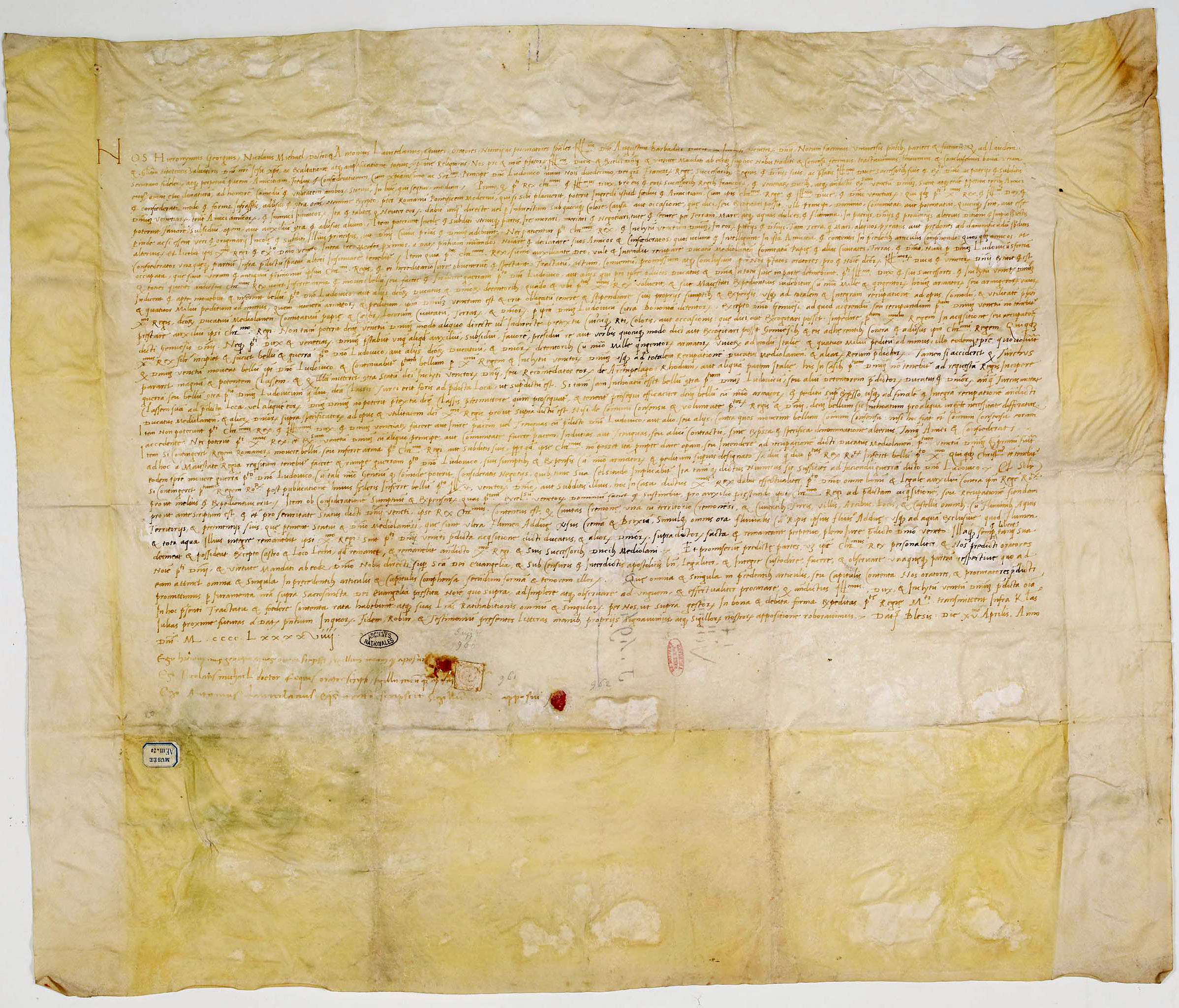
Vertrag mit Ludwig XII. von Frankreich vom 15. April 1499, Archives nationales, AE/III/20

Im Gegensatz dazu gelang es am anderen Ende des venezianischen Herrschaftsgebietes 1489 die Inseln Zypern und Kefalonia zu gewinnen; Caterina Cornaro überließ dem Dogen die Insel Zypern nun auch formal, sie selbst behielt den Titel Cypri, Hierosolymorum ac Armeniae Regina, auch wenn sie Zypern, Jerusalem und Armenien nie (wieder) zu Gesicht bekam. 
Auch das 1499 geschlossene Bündnis mit Ludwig XII. von Frankreich (Bündnis von Blois) erwies sich als vorteilhaft. Damit agierte Venedig, das mit Francesco Foscari auf der italienischen Ebene seine Bemühungen konzentriert hatte, nunmehr auf einer europäischen Ebene. Allerdings rief genau dieses expansive Verhalten in Italien einen verstärkten Widerstand gegen die Annexionen Venedigs auf den Plan, der am Ende zur Liga von Cambrai führte (1508).

#### Verstärkte Zuwanderung

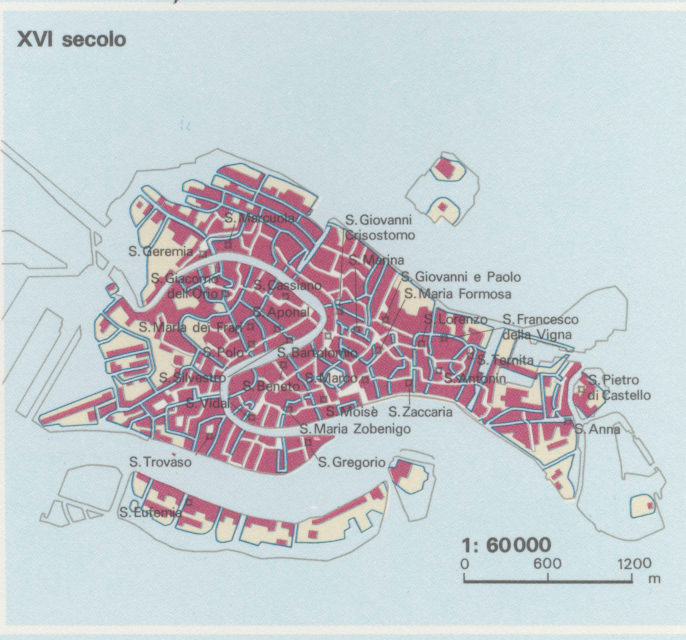
Karte Venedigs im 16. Jahrhundert

Gleichzeitig erlebte Venedig eine starke Zuwanderung. Perser, Türken, Armenier fanden ebenso eigene Handelshäuser, Quartiere und Straßenzüge vor, wie die Bewohner des Heiligen Römischen Reiches, Juden, dazu Bewohner zahlreicher italienischer Städte. Barbarigo beauftragte Giorgione, die Fassade des Fondaco dei Tedeschi, des Handelshauses der Deutschen (womit die Bewohner des Reiches gemeint waren), mit Fresken auszustatten, die inzwischen bis auf wenige Reste verwittert sind.

#### Ablehnung seines Hofzeremoniells; Krankheit, abgelehntes Rücktrittsersuchen und Tod
Die Erinnerung an seine Herrschaft wurde aber nicht nur durch seine Politik verdunkelt, die Venedig immer mehr isolierte. Auch die Tatsache, dass er Handkuss und Kniefall in das Zeremoniell eingeführt hatte, machte ihn in Venedig verhasst. Schließlich ersuchte er, inzwischen erkrankt, um die Erlaubnis, zurücktreten zu dürfen, die ihm jedoch verwehrt wurde. Er starb am 20. September 1501.

### Posthume Verurteilung, Schadensersatz von den Erben
Empfänglichkeit für Geschenke, Raffgier, Anmaßung, Ausfälligkeit, sein Hang zum Nepotismus, Vorwürfe geheimer Abkommen mit dem Herzog von Mailand und das Ignorieren seines Amtseides, der promissio ducale, führten nach seinem Tod zu genauer Untersuchung seiner finanziellen Verhältnisse. Ihm wurde darüber hinaus Schmuggel, Korruption, mangelhafte Rückzahlung von Schulden, spekulativer Handel, Amtsmissbrauch vorgeworfen; er ließ sich Gelder in Dukaten der Zecca auszahlen, nicht in bereits umlaufendem Geld, um auch daraus noch Gewinn schlagen zu können.
Die Correttori alla Promissione Dogale, deren Aufgabe darin bestand, den Amtseid des kommenden Dogen zu überarbeiten, forderten dazu auf, „mettere tal freno al Doxe, ch'el non se fazi omnipotente come feva missier Augustin Barbarigo“. Es müsse also dafür Sorge getragen werden, dass ein Doge nicht allmächtig werden könne, wie es Agostino Barbarigo getan habe. Die zuständigen, erstmals 1501, nur eine Woche nach Barbarigos Tod installierten Inquisitori sopra il Doge defunto, die Inquisitoren über das Amtsgebaren des verstorbenen Dogen also, verurteilten die Erben am Ende dazu, Schadensersatz in Höhe von 7.600 Dukaten an die Republik zu leisten.

### Bilder

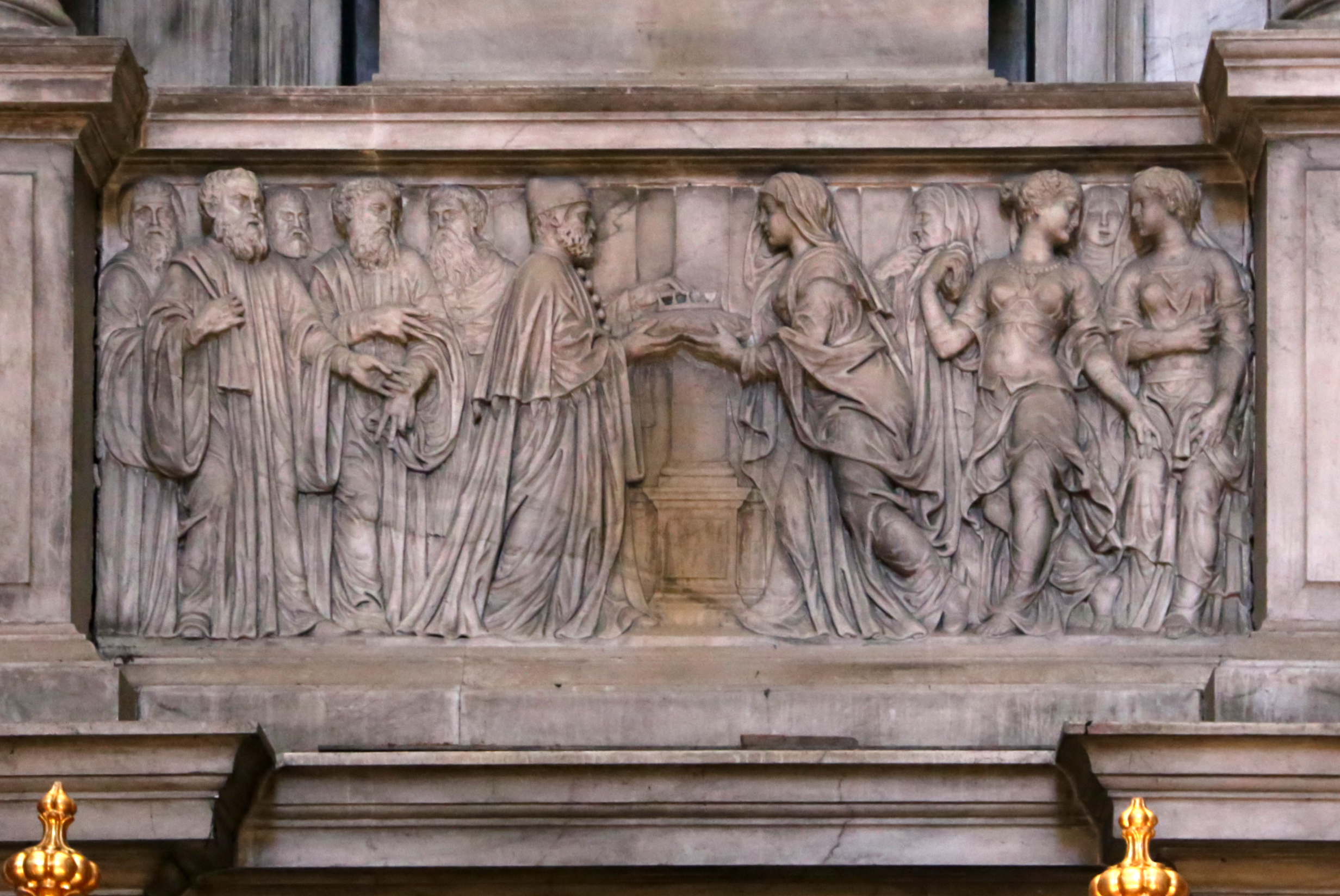
Bernardino Contin: Grabmal der Caterina Cornaro; die Königin überreicht dem Dogen ihre Krone und damit den Besitz Zyperns. Relief auf dem Grabmonument der Corner in der Kirche San Salvador.

- Giovanni Bellini: Pala Barbarigo, 1488, Kirche San Pietro Martire, Murano
- Giovanni Bellini (zugeschrieben): Porträt des Dogen, Sammlung Harcourt, Oxford
- Vicenzo Catena: Bildnis von Marco und Agostino Barbarigo.
- Leonardo Corona: Bildnis des Dogen, Deckenfresco in der Sala del Maggior Consiglio, Dogenpalast
- Der kniende Doge Agostino Barbarigo. Skulptur vom zerstörten Grabmal des Dogen aus der Kirche Santa Maria della Carità, in der Antisagrestia von Santa Maria della Salute

## Grabmal

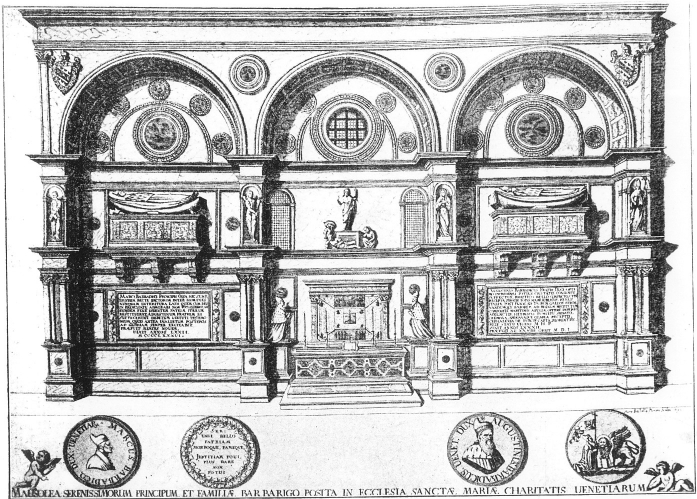
Isabella Piccini: Monument der Dogen Marco und Agostino Barbarigo; dieses wurde 1807 zerstört, Kupferstich von 1692

Agostino Barbarigo wurde wie sein Bruder Marco in der Kirche Santa Maria della Carità begraben. Das Grabmal wurde von den Truppen Napoleons fast vollständig zerstört. Erhalten blieb die Antonio Rizzo zugeschriebene  Statue des knienden Dogen, die sich heute in der südlichen Sakristei von Santa Maria della Salute befindet.